# Triangularia backusii
Triangularia backusii är en svampart som beskrevs av L.H. Huang 1975. Triangularia backusii ingår i släktet Triangularia och familjen Lasiosphaeriaceae.   Inga underarter finns listade i Catalogue of Life.